# Dicranomyia (Zelandoglochina) huttoni
Dicranomyia (Zelandoglochina) huttoni is een tweevleugelige uit de familie steltmuggen (Limoniidae). De soort komt voor in het Australaziatisch gebied.